# Pierre Napoleon Bonaparte

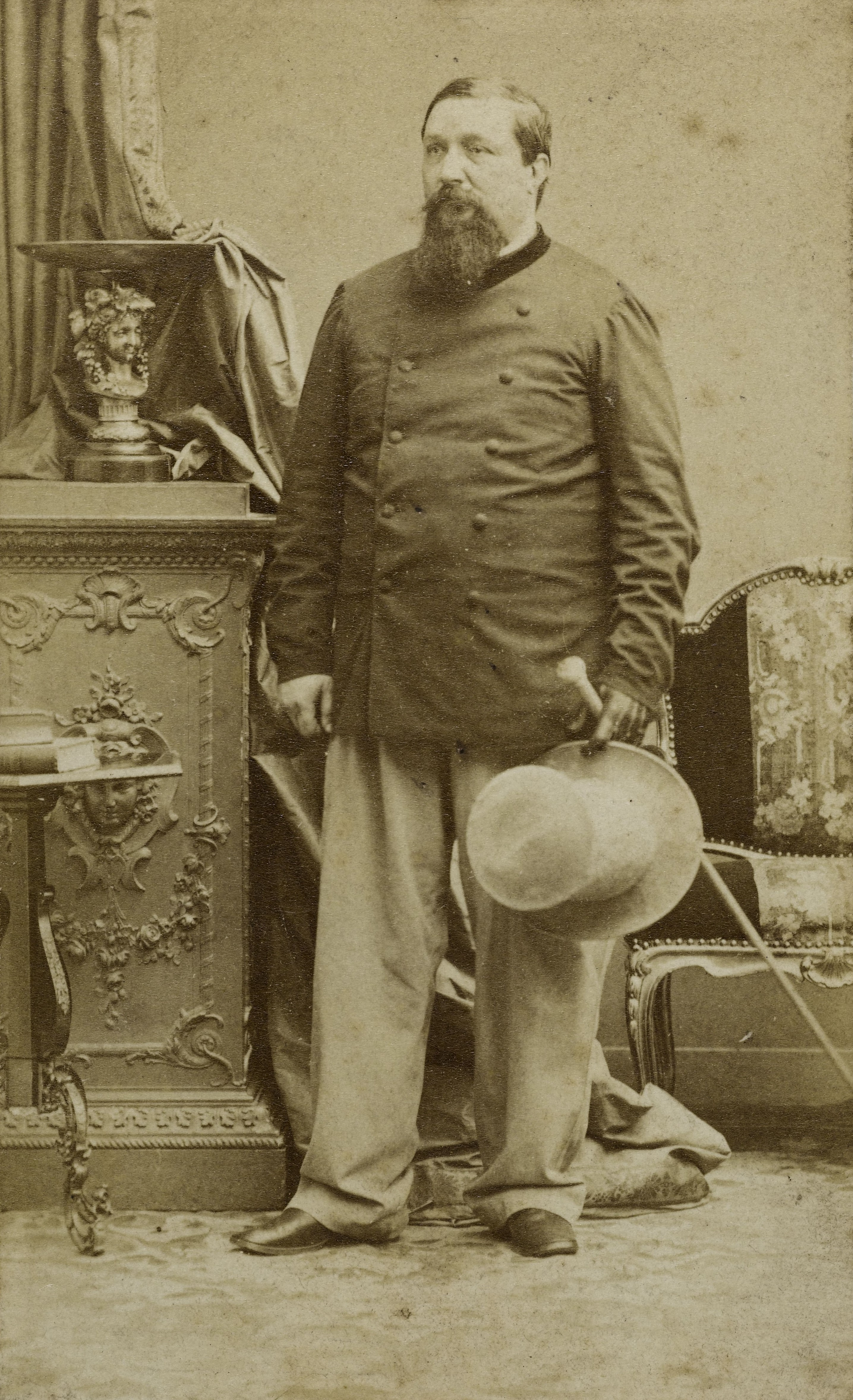
Pierre Napoleon Bonaparte (1881)

Pierre Napoleon Bonaparte (* 11. Oktober 1815 in Rom; † 7. April 1881 in Versailles) war ein Mitglied der Familie Bonaparte. Er war Offizier und Politiker. Die Tötung des Journalisten Victor Noir durch ihn, löste 1870 einen Skandal aus, der das Regime des Zweiten Kaiserreichs erschütterte.

## Leben
Pierre Napoleon Bonaparte war ein Sohn von Lucien Bonaparte, einem Bruder Napoleons I., und dessen zweiten Frau Alexandrine de Bleschamp. Er wuchs auf dem Landsitz von Musignano bei Canino im Kirchenstaat etwa 60 km von Rom auf. Sein Vater hatte dort den päpstlichen Fürstentitel inne. Unterrichtet wurde Pierre Napoleon dort von zwei geistlichen Tutoren. Er war impulsiv und gewalttätig. Schon früh hatte er Affären mit Frauen.
Als Jugendlicher schloss Pierre Napoleon sich 1830 den aufständischen Carbonari in der Romagna an. Er wurde 1831 gefasst und inhaftiert. Nach seiner Entlassung ging er zunächst zu seinem Onkel Joseph Bonaparte in die USA. Dort traf er auch auf seinen Cousin Louis Napoleon Bonaparte, den späteren Kaiser Napoleon III. In Kolumbien kämpfte er 1832 unter General Santander. Er zeichnete sich dabei aus, aber als ihm eine herausgehobene Position angeboten werden sollte, intervenierten die europäischen Mächte aus Sorge vor einem Aufflammen des Bonapartismus.
Papst Gregor XVI. erlaubte ihm, nachdem er bei Reisen in Südamerika erkrankt war, in den Kirchenstaat zurückzukehren. Er geriet immer wieder in Konflikte und tötete einen Offizier. Daraufhin wurde er zum Tode verurteilt, später aber begnadigt. Er ging 1837 erneut in die USA. Als er dort in eine Schießerei verwickelt wurde, ging er nach London und bot von dort verschiedenen Regierungen vergeblich seine Dienste an. Bei einer Reise nach Korfu tötete er zwei albanische Räuber und musste die Insel sofort verlassen. Zurück in England, kam es zu einer Liaison mit der Französin Rose Hesnard. Das unverheiratete Paar lebte später in den Ardennen in Belgien.
Nach der Februarrevolution 1848 ging er nach Frankreich und wurde zum Abgeordneten für einen korsischen Wahlkreis in die konstituierende Nationalversammlung gewählt. Er setzte sich im Parlament mit Erfolg für das Recht auf Rückkehr der seit 1816 eigentlich aus Frankreich verbannten Familie Bonaparte ein.
Rose Hesnard gab sich als radikaler Republikaner und stimmte auch mit der extremen Linken. Er setzte sich für die Gründung von Nationalwerkstätten ein und sprach sich gegen verstärkte Rechte der Geistlichkeit im Bildungswesen aus. Zeitweise trug dies dazu bei, Unterstützer für die Position des Präsidenten Louis Napoleon Bonaparte zu gewinnen. Mit Blick auf die Vergangenheit Pierres sorgte der Präsident allerdings dafür, dass dieser in der Fremdenlegion Militärdienst in Algerien ableisten sollte. Dort verhielt er sich wohl unbotmäßig und musste zurückgerufen werden.
Den Staatsstreich seines Cousins von 1851 missbilligte Pierre, ohne dass er dies öffentlich gemacht hätte. Im Jahr 1852 starb seine Lebensgefährtin Rose Hesnard. Napoleon III., der Heiratskandidaten für hochadlige Verbindungen seiner Dynastie benötigte, verlieh ihm den Titel eines kaiserlichen Prinzen Bonaparte, was er bald bereuen sollte. Die Republikaner wandten sich von Pierre ab und er verlor allen politischen Einfluss. 

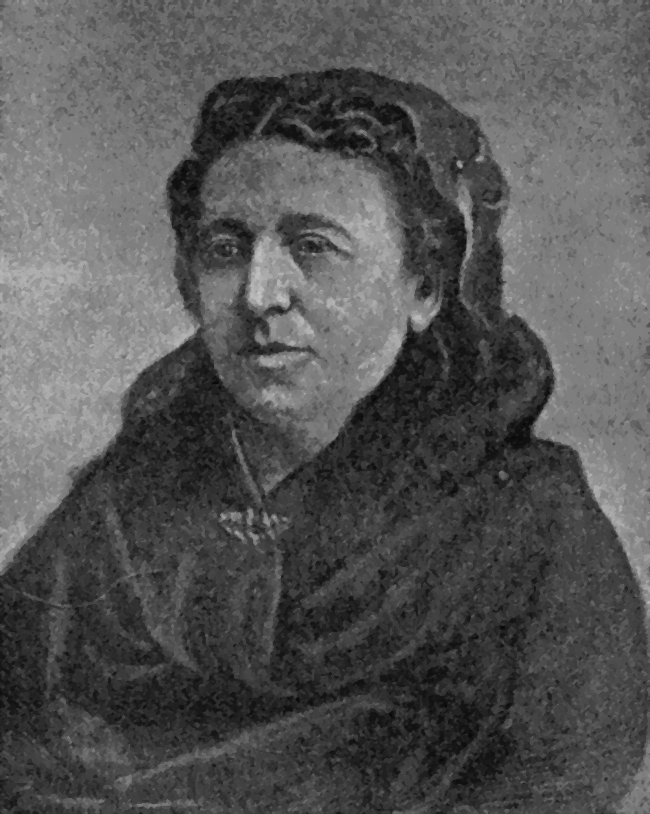
Justine Bonaparte, geb. Rufflin

Am 22. März 1853 heiratete Pierre − ohne Genehmigung seines Cousins Napoléon III. − das ehemalige Straßenmädchen Éléonore-Justine Ruflin, die Tochter eines Pariser Klempners, der als Portier arbeitete. Die Hochzeit fand nur kirchlich statt, standesamtlich wurde sie erst nach dem Ende des Zweiten Kaiserreichs bestätigt. Er musste sich daraufhin nach Korsika zurückziehen. Offiziell hatte er den Auftrag, einen Banditen zu fassen. Er blieb auf Korsika und ließ ein Haus bauen, erwarb Landbesitz und ein Jagdrevier. Kurz danach fungierte Pierre, weil er bereits nominiert war, als Trauzeuge bei der Hochzeit des Kaisers mit Eugénie de Montijo. Er unterschrieb die nötigen Papiere, ohne das Paar zu sehen oder zur Hochzeit eingeladen zu werden. Pierre Napoleon kehrte nach Korsika zurück und lebte wie ein Landedelmann. Er ging zur Jagd und hatte zahlreiche Affären, aus denen eine Reihe unehelicher Kinder hervorgingen. Auch versuchte er sich als Dichter.
Insgesamt hatte er mit Justine Rufflin fünf Kinder, von denen jedoch nur zwei das Erwachsenenalter erreichten:
- Prinz Roland Napoleon Bonaparte (19. Mai 1858 – 14. April 1924). Er trat in die französische Armee ein, wurde 1886 wieder aus der Armee entlassen und widmete sich anschließend der Geographie und wissenschaftlichen Forschung. Er war der Vater von Marie Bonaparte, der späteren Frau Georg von Griechenlands.
- Prinzessin Jeanne Bonaparte (25. September 1861 – 23. Juli 1910). Sie heiratete Christian de Villeneuve-Esclapon (1852–1931).

Bei den Parlamentswahlen von 1863 spielte Pierre Napoleon mit dem Gedanken zu kandidieren, aber Napoleon III. hintertrieb dies und unterstützte einen Gegenkandidaten. Im Jahr 1864 wurde er Vorsitzender des Conseil General de la Corse, verließ aber bald die Insel. Er lebte zunächst in Belgien und dann in Paris.
Im Jahr 1870 hatte Pierre Napoleon Streit mit Paschal Grousset; dabei ging es um die Ehre der Familie Bonaparte. Grousset schickte zwei Journalisten zu ihm, und während der hitzigen Debatte mit diesen erschoss er Victor Noir. Die Umstände sind nicht ganz klar, möglicherweise handelte es sich um Notwehr. Pierre wurde verhaftet, und der Skandal erschütterte das Regime. Die Angelegenheit löste heftige Reaktionen in der republikanischen Presse aus. Es kam zu einem Prozess in Tours, aber das Gericht sprach Pierre frei und erkannte auf Notwehr. Der Skandal verstärkte die Kritik an der Regierung.
Nach dem Ende des zweiten Kaiserreichs verlor Pierre seinen Besitz. Zuletzt lebte er in bescheidenen Verhältnissen und erhielt von einigen Verwandten und anderen Personen etwas Geld. Er erlebte noch, wie sein Sohn Roland, ein bekannter Anthropologe, 1880 die Tochter des reichen Besitzers des Kasinos in Monte Carlo, François Blanc, heiratete. Er wurde in Versailles bestattet.